# The Robins
The Robins je bila američka R&B grupa koja je svirala kasnih 1940.-ih i 1950.-ih. Specijalizirali su se za tzv. doo-wop glazbeni stil. Jedan od njenih najvećih hitova je bila pjesma "Riot in Cell Block No. 9". Tekstopisci Jerry Leiber i Mike Stoller su uzeli dva člana Robinsa i formirali grupu the Coasters.

## Originalni članovi
- Bobby Nunn
- Terrel "Ty" Leonard
- Billy Richard
- Roy Richard

## Vanjske poveznice
- The Robins, informacije